# Задання виробки на переміщений блок

Задання напрямку виробки на зміщене крило пласта: а — при зяянні крил; б — при перекритті крил.

Задання виробки на переміщений блок (рос. задание выработки на перемещенный блок) — маркшейдерська задача, яка виникає при розробці порушених ділянок; вирішується з метою встановлення положення зміщеного блока, виявлення параметрів тектонічного порушення та задавання напряму виробці, яка розкриє переміщений блок. При виконанні задачі складається графічна документація, яка характеризує проектну виробку (довжина, конфігурація, переріз) і особливості гірських порід, що перетинаються (потужність порід, їх положення в стратиграфічному перерізі тощо).